# Glycyphana penanga
Glycyphana penanga är en skalbaggsart som beskrevs av Wallace 1867. Glycyphana penanga ingår i släktet Glycyphana och familjen Cetoniidae. Inga underarter finns listade i Catalogue of Life.